# Château de Miremont (Puy-de-Dôme)
Pour les articles homonymes, voir Château de Miremont.
Le château de La Rochette est situé en Auvergne sur la commune de Miremont dans le Puy-de-Dôme (63380).

## Géographie
Le château est situé à 1 km du bourg du village, sur un petit mont. Il fait face à l’église romane du XIIe siècle, elle aussi sur un petit mont. D’où le nom de Miremont (mire : regarder).
Les terres du château sont délimitées par le ruisseau de Chancelade, affluent du Sioulet.

## Histoire du château de La Rochette
Le plus célèbre seigneur de La Rochette fut Pierre de la Rochette (mort à la bataille de Poitiers en 1356). Pour lui rendre hommage, on a donné son nom à la grande salle de réception : salon Pierre de la Rochette

## Les jardins du château
Lieu privé, le château de La Rochette est un lieu exclusivement réservé pour l'organisation de Mariage. La cour d’honneur est composée d’un parterre de rosiers disposés en constellations. Ces jardins ont été restaurés par un élève de l’école de Versailles. Une fontaine du XVIIIe siècle avec miroir d'eau aux quatre jets centraux orne la cour d'honneur.

## La métairie du château
Après plusieurs mois de restauration, la métairie du château de La Rochette est désormais un lieu de réception.
Depuis avril 2015, un gîte très typique ferme auvergnate du XVIIIe siècle est également disponible. Une collection privée d'objets anciens typiques du XVIIIe siècle est présente. Des "lits clos" ou "lits wagons" ont été refaits comme autrefois grâce à l'appui technique du Musée régional d'Auvergne à Riom.

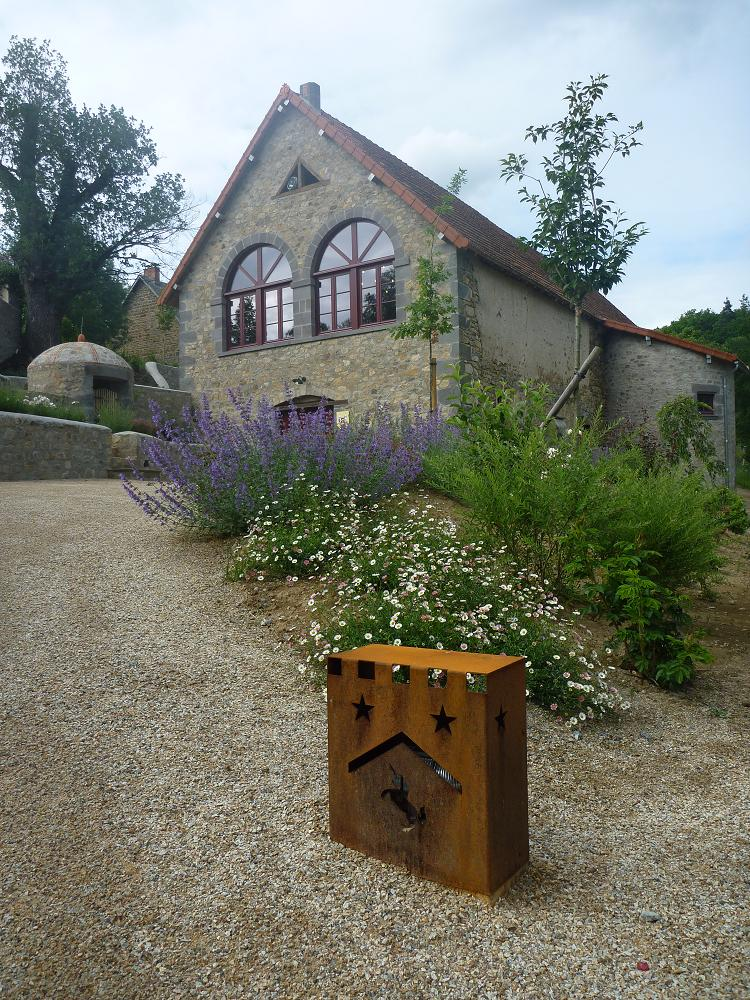
La Métairie du château de La Rochette
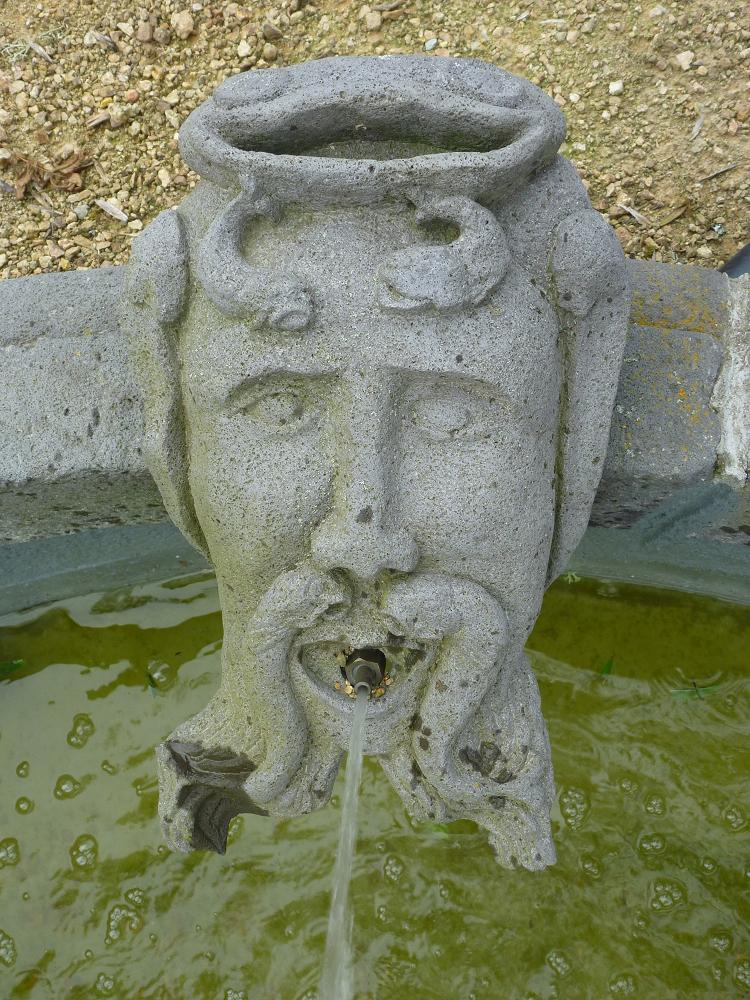
Masque en Volvic de la fontaine XVIIIe du château de La Rochette
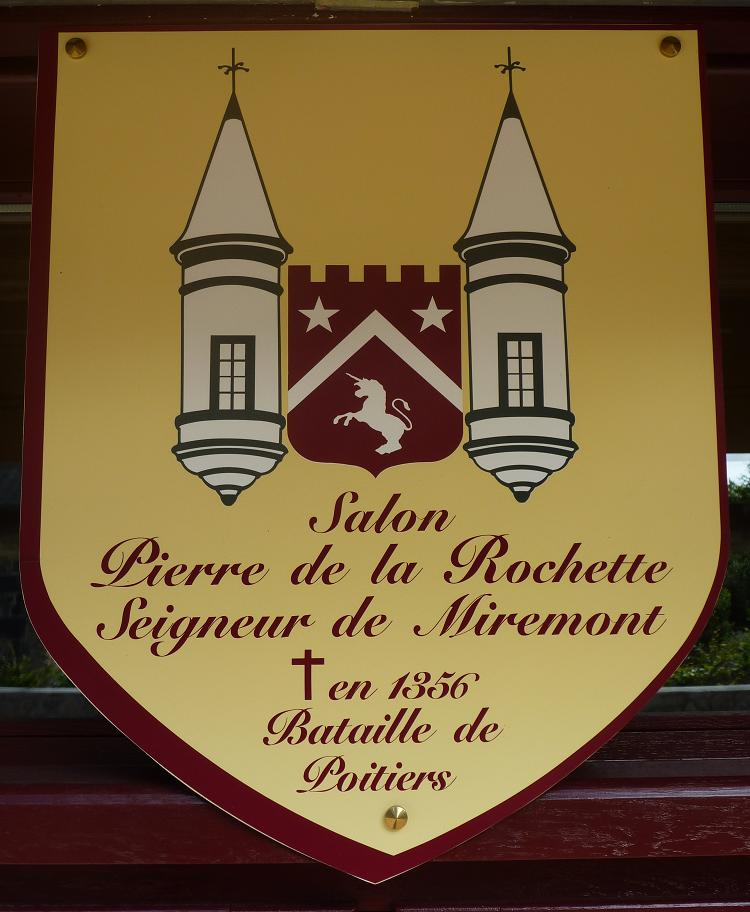
Salon
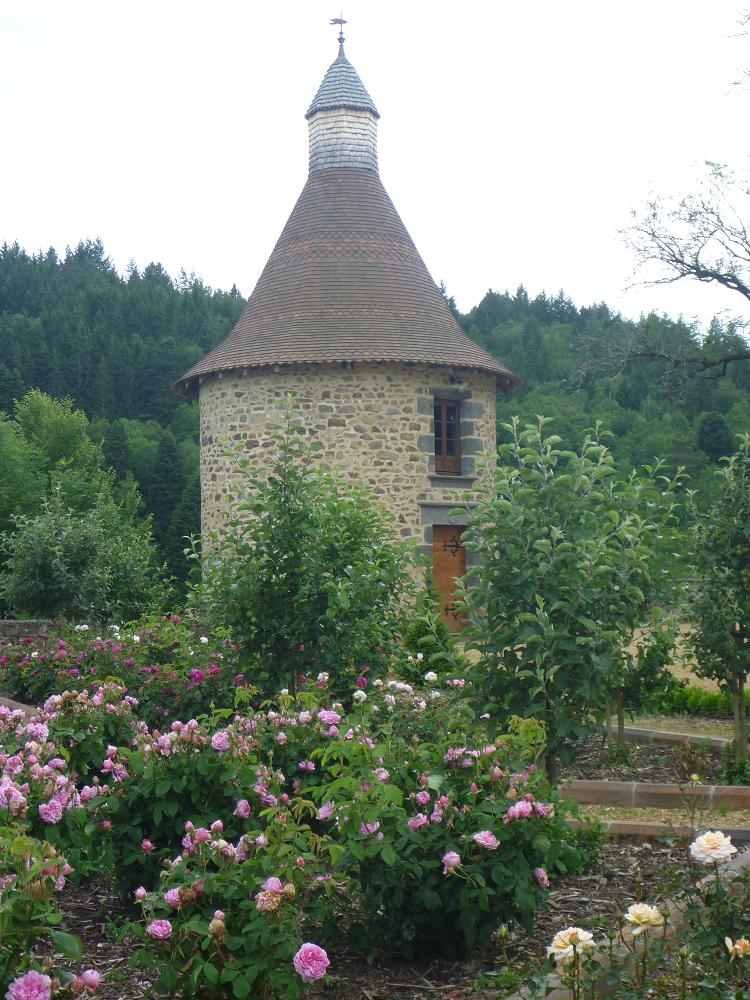
Les jardins du château de La Rochette